# Valérie Jeannet
Pour les articles homonymes, voir Jeannet.
Valérie Jeannet est une actrice française de cinéma et de théâtre. Elle est l'interprète principale du dernier film de Claude Autant-Lara, Gloria.
Au théâtre elle joue Ionesco à La Huchette.
Elle a aussi enregistré plusieurs CD de George Sand.

## Filmographie

### Cinéma
- 1977 : Gloria - Gloria Laurier
- 1986 : Faubourg Saint-Martin de Jean-Claude Guiguet
- 1986 : Corps et Biens philpbert
- 1988 : Le Champignon des Carpathes de Jean-Claude Biette
- 1991 : Odisseya Kapitana Blada (Captain Blood: His Odyssey)  de Andrei Prachenko (France\USSR)
- 1993 : Chasse gardée de Jean-Claude Biette
- 1993 : En compagnie d'Antonin Artaud de Gérard Mordillat
- 2003 : Saltimbank de Jean-Claude Biette
- 2007 : 72/50

### Télévision
- 1980 : La chataigneraie de Marion Sarraut : Solange
- 1997 et 2004 : L'instit
  - 1997 : épisode 4-05, Frères de sang, de Williams Crépin : Catherine
  - 2004 : épisode #9.4 : Ma petite star de Bruno Dega : La femme médecin
- 2010 : Les Vivants et les Morts - 8 épisodes - Solange Lorquin

### Doublage
- 1987 : Star Trek : La Nouvelle Génération - Docteur Beverly Crusher